# عزیزلی
عزیزلی (به ترکی آذربایجانی: Əzizli) یک منطقه مسکونی در جمهوری آذربایجان است که در شهرستان خاچماز است.